# Plailly
Plailly ist eine französische Gemeinde mit 1.791 Einwohnern (Stand: 1. Januar 2022) im Département Oise in der Region Hauts-de-France. Sie gehört zum Arrondissement Senlis und zum Kanton Senlis. Die Einwohner werden Plelléens genannt.

## Geographie
Die Gemeinde Plailly liegt 30 Kilometer nordöstlich der Innenstadt von Paris an der Grenze zum Département Val-d’Oise, an den Ausläufern des Waldes von Chantilly und im Regionalen Naturpark Oise-Pays de France. Umgeben wird Plailly von den Nachbargemeinden Thiers-sur-Thève im Norden, Mortefontaine im Osten (mit seiner Enklave im Westen von Plailly), Moussy-le-Neuf im Südosten und Süden, Vémars im Süden, Saint-Witz im Südwesten, Survilliers im Südwesten und Westen sowie La Chapelle-en-Serval im Westen und Nordwesten. Durch den Norden der Gemeinde verläuft die Autoroute A1.

## Bevölkerungsentwicklung
| Jahr                       | 1962 | 1968 | 1975 | 1982 | 1990 | 1999 | 2006 | 2012 | 2021 |
| -------------------------- | ---- | ---- | ---- | ---- | ---- | ---- | ---- | ---- | ---- |
| Einwohner                  | 998  | 1054 | 1171 | 1541 | 1636 | 1580 | 1646 | 1662 | 1821 |
| Quellen: Cassini und INSEE |      |      |      |      |      |      |      |      |      |

## Sehenswürdigkeiten
- Kirche Saint-Martin, seit 1862 Monument historique
- Pfarrhaus
- Freizeitpark Asterix
- Meilenstein aus der Zeit des Ancien Regimes
- Wasserturm

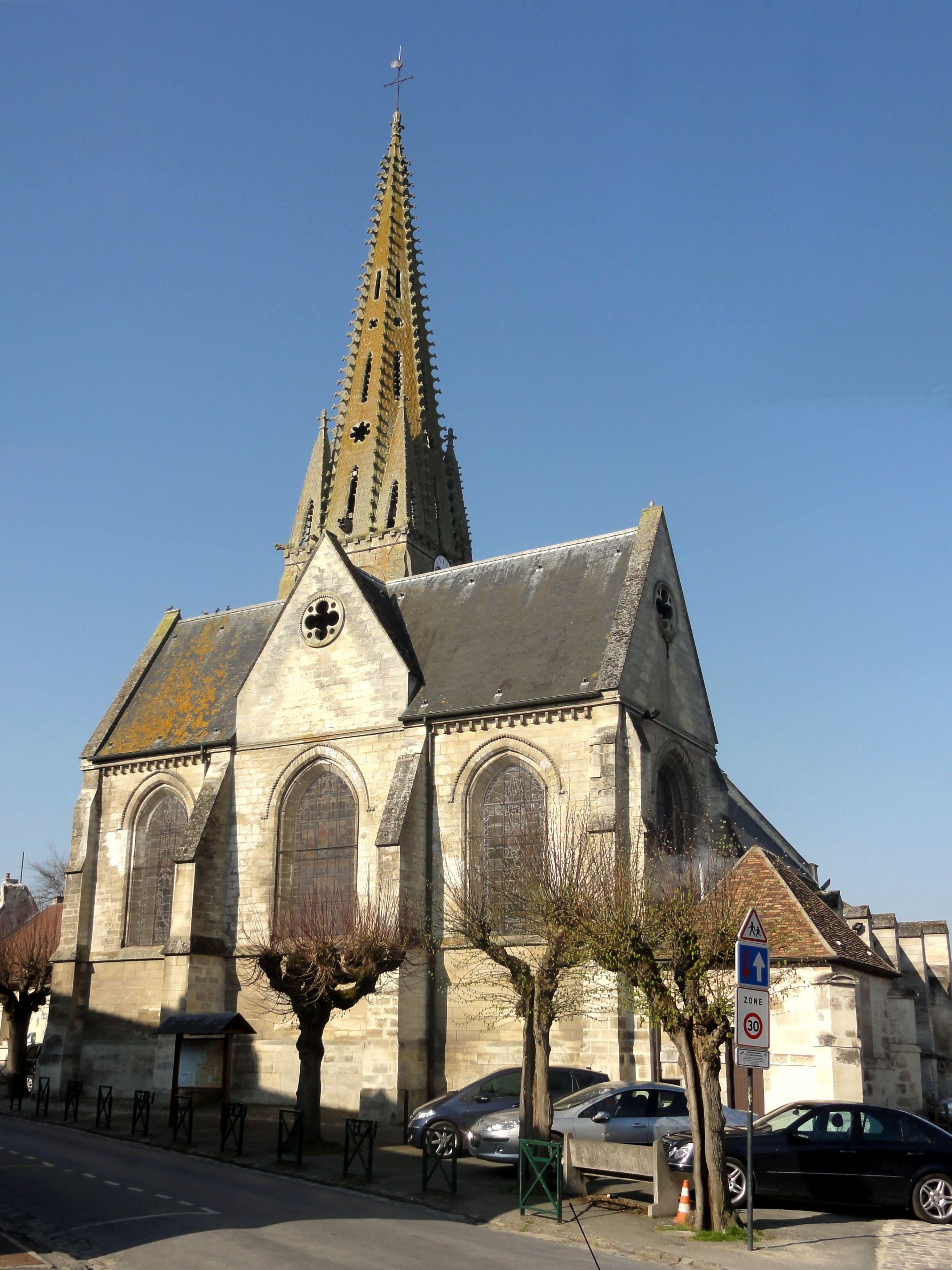
Kirche Saint-Martin
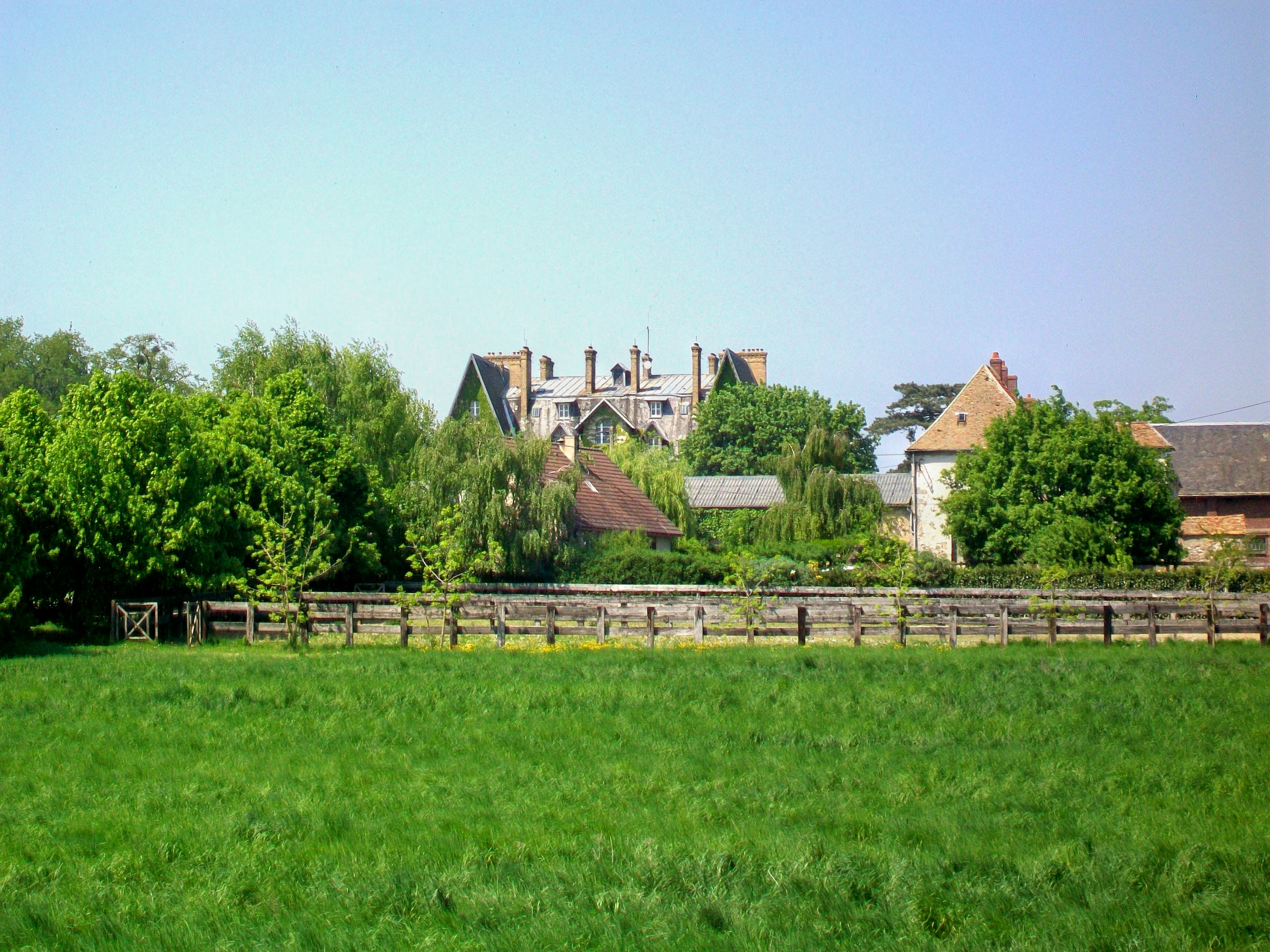
Schloss und Gut Bertrandfosse
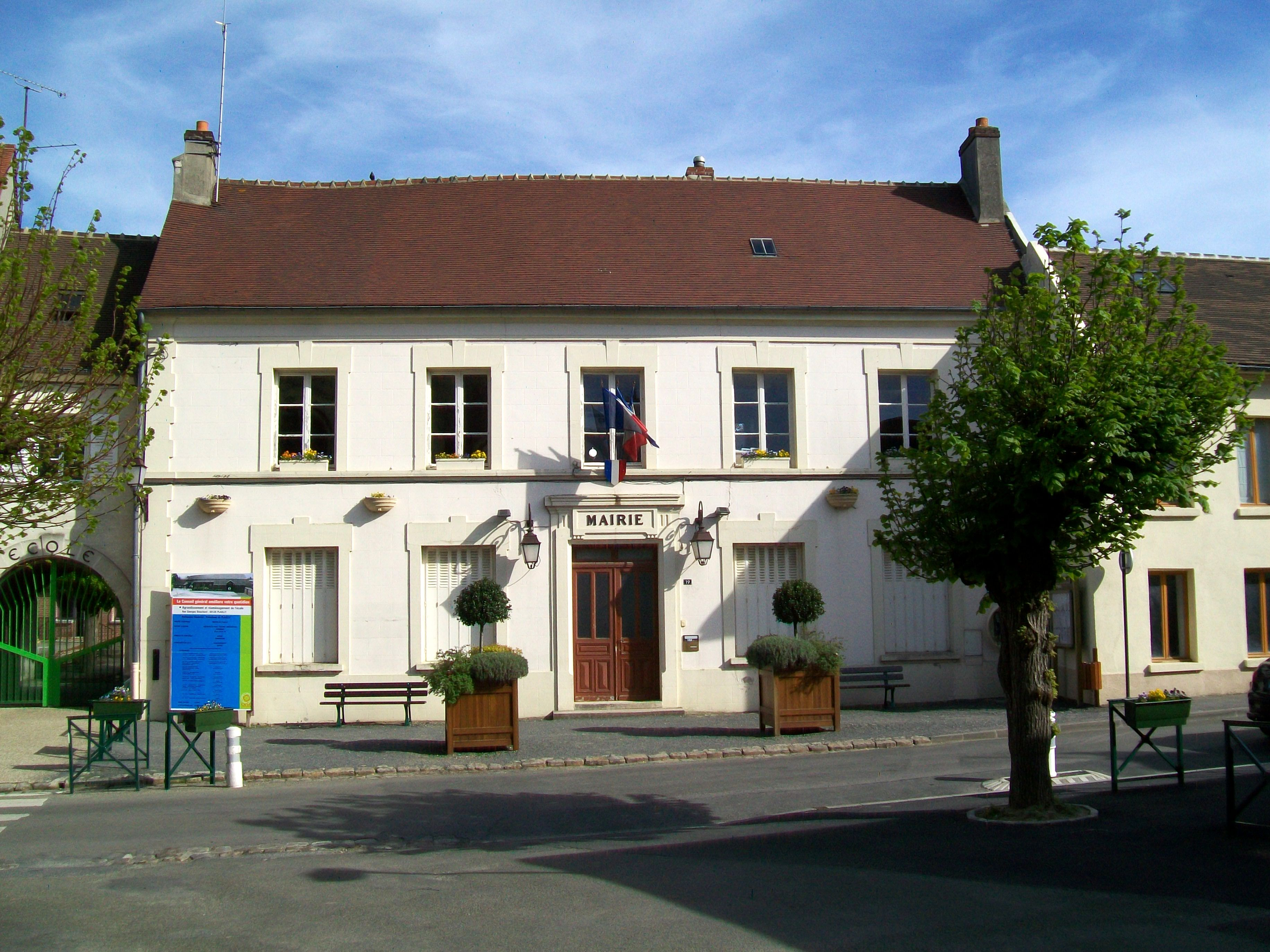
Altes Rathaus (Mairie) von Plailly
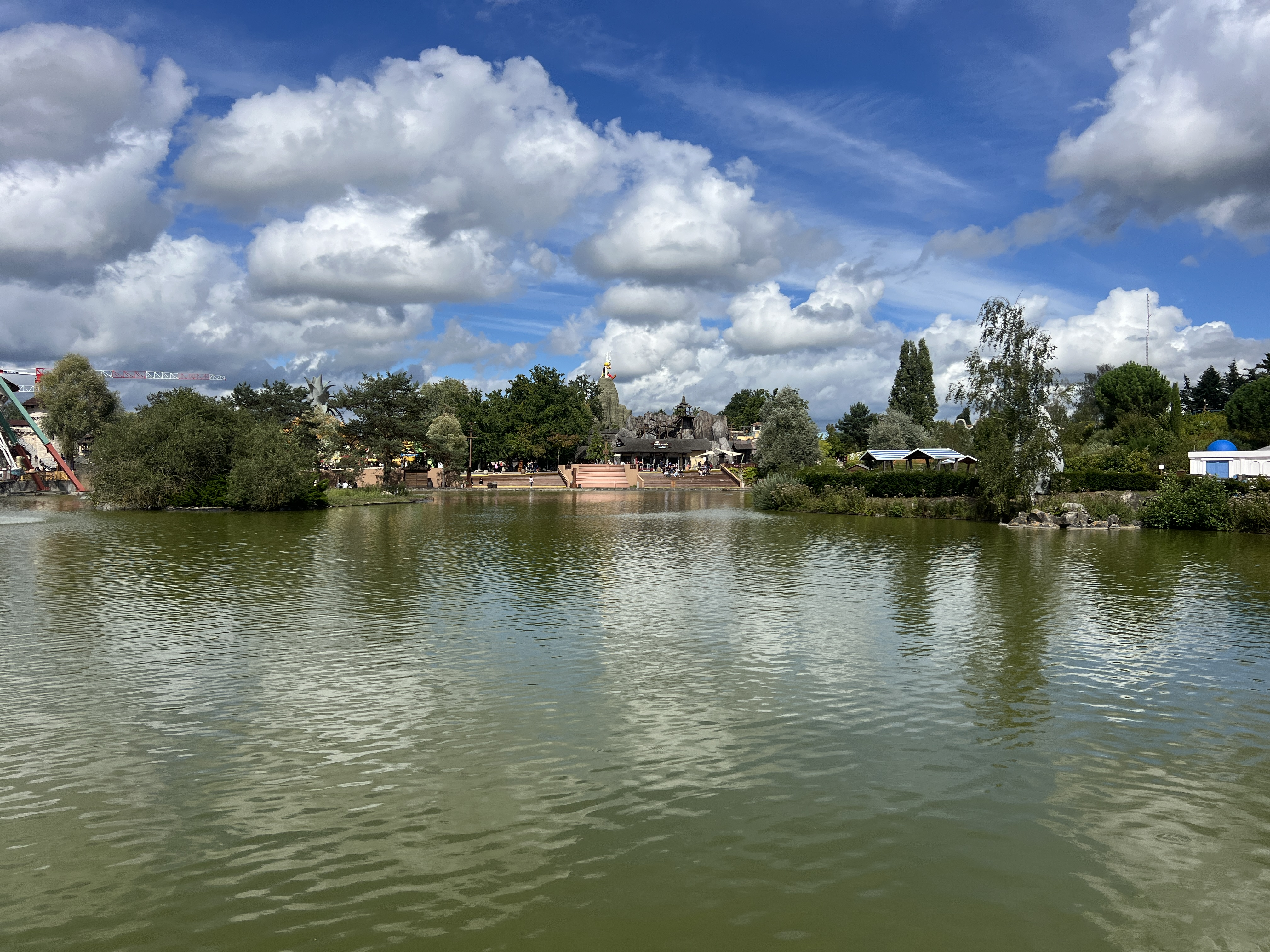
Parc Astérix
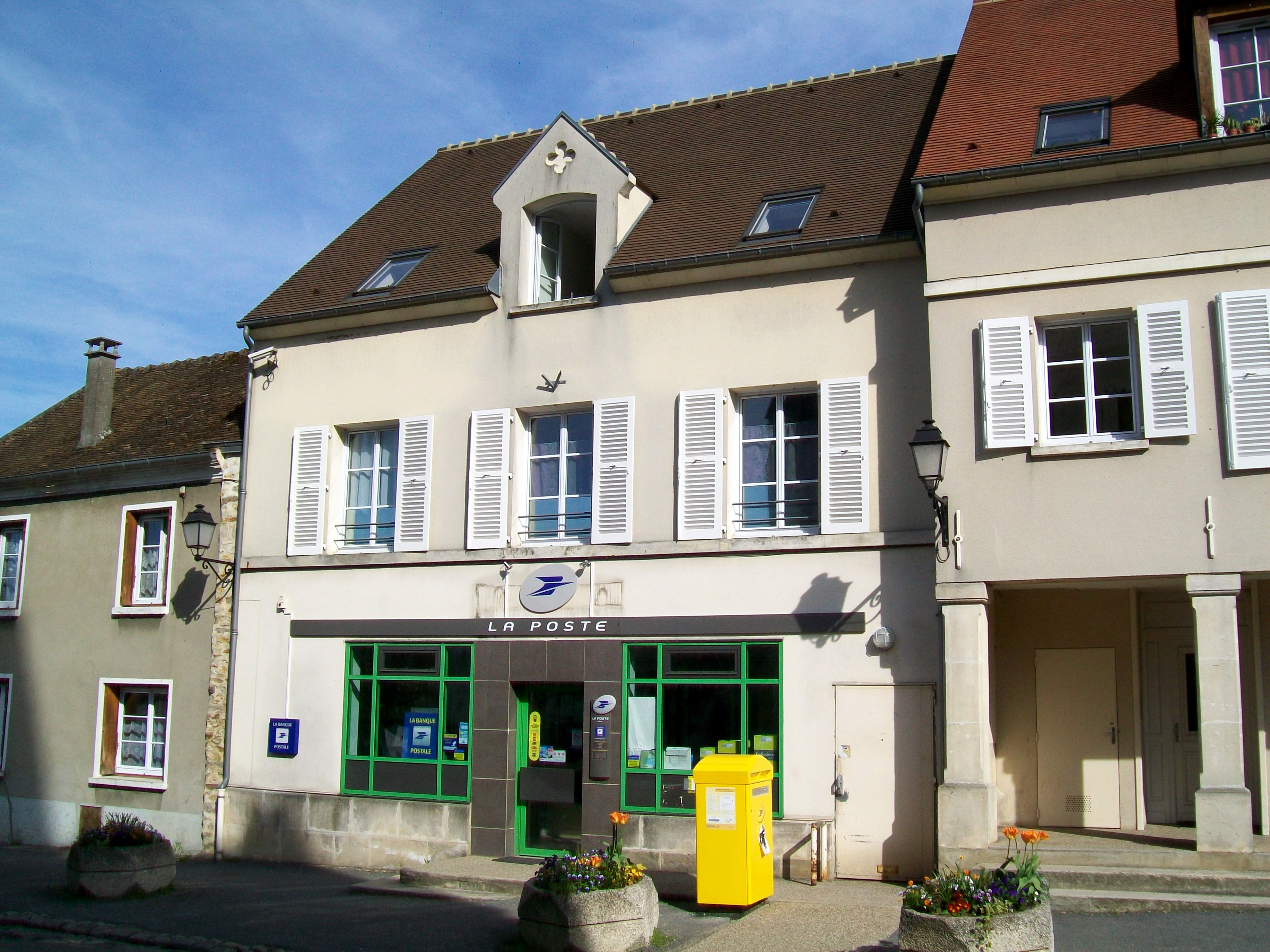
Postamt
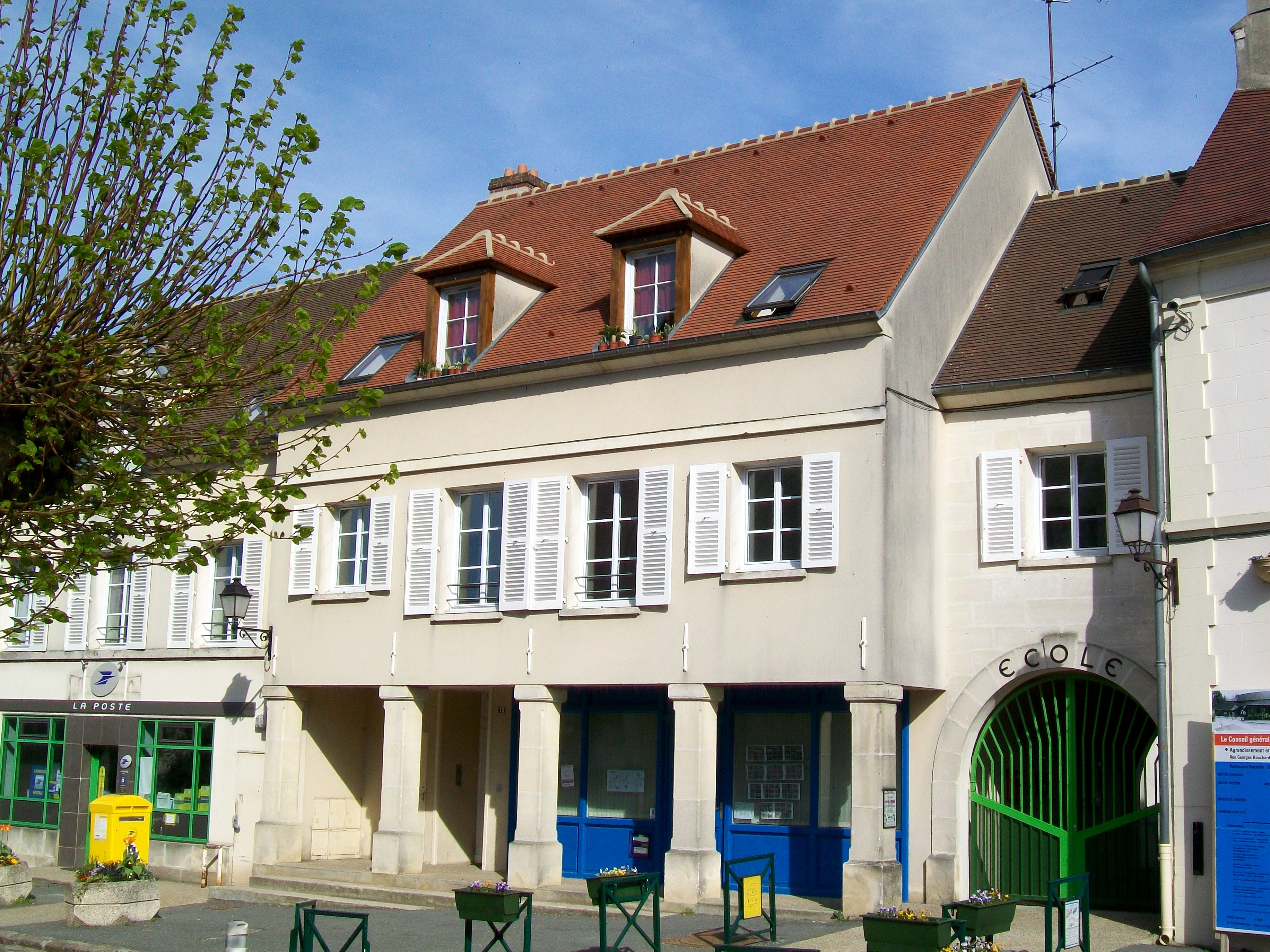
Bibliothek
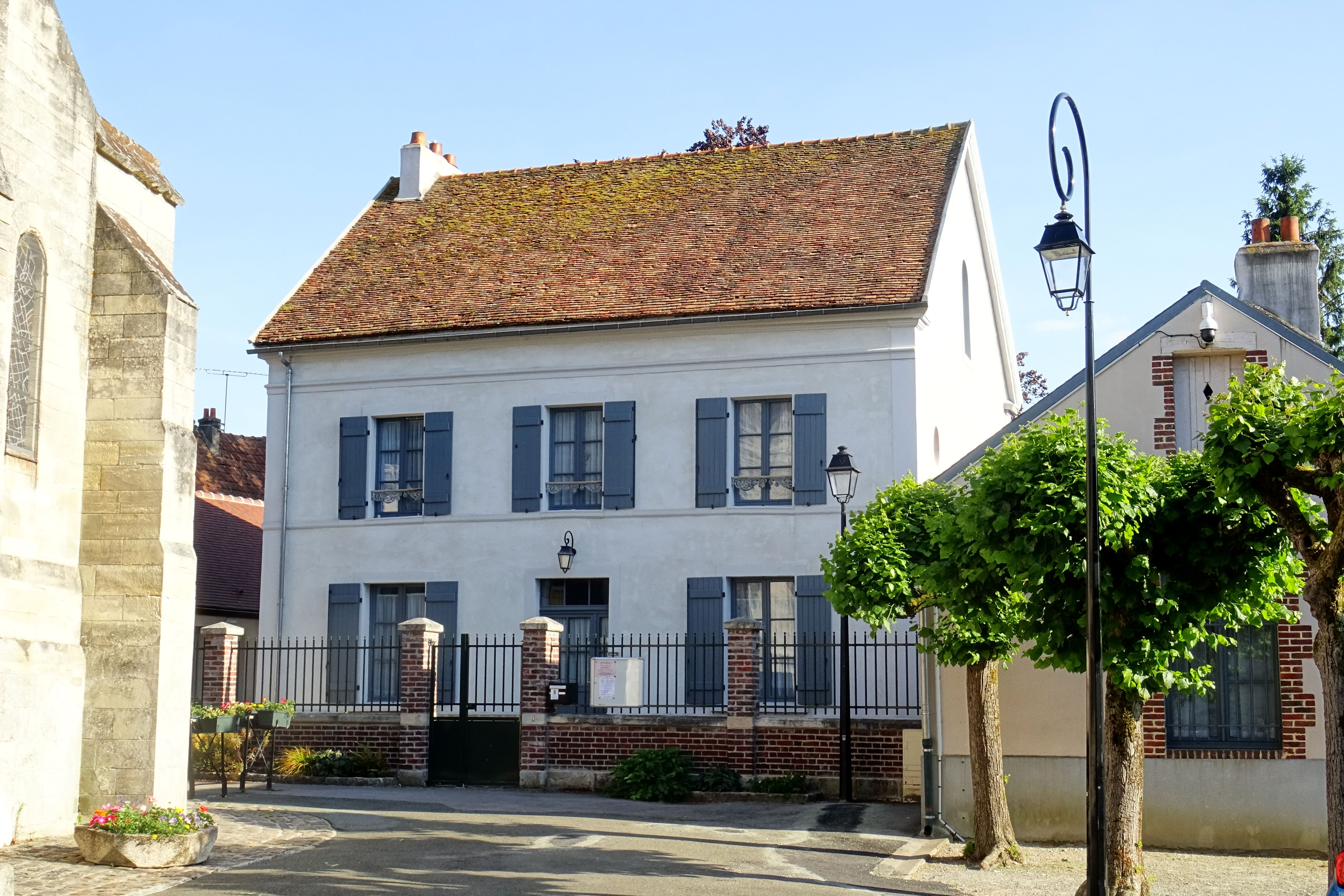
Pfarrhaus

## Persönlichkeiten
- Alain Sarteur (* 1946), Leichtathlet (100 Meter), Europameister 1969 (4 × 100-m-Staffel)